# Colpach-Bas
Colpach-Bas (lb. Nidderkolpech, niem. Niedercolpach) – wieś (Uertschaft) w zachodnim Luksemburgu, w kantonie Redange, w gminie Ell. Do 3 października 2015 miejscowość leżała w dystrykcie Diekirch. Liczy 145 mieszkańców (31 grudnia 2022). 